# 氮化钪
氮化钪是一种无机化合物，化学式为ScN，由Sc3+和N3−构成。它可以由铟-钪熔体溶解氮气来制备，并在钨箔上通过升华和凝华来生长单晶。氮化钪也是二氧化硅（SiO2）或二氧化铪（HfO2）底物上半导体的有效栅极。